# Oleksandra Pavlenko
Oleksandra Pavlenko est une avocate et femme politique ukrainienne. Elle est née le 11 octobre 1982 à Kiev.

## Biographie
Elle est diplômée en 2005 de la faculté de droit de l'université nationale Taras-Chevtchenko de Kiev.
Oleksandra a été ministre de la santé par intérim du Gouvernement Hroïsman.
En 2003 2004 elle est avocate principale du cabinet Reznikov/Vlasenko&partenaires.
En 2009/10 elle a été avocate du candidat à la présidence Serhiï Tihipko.
En 2010 conseillère juridique du parti Ukraine forte.
En 2012 représentante auprès de la CEC de Ukraine - En avant.
Entre 2007 et 2012 elle a défendu la compagnie S7 Airlines contre le gouvernement ukrainien dans le crash Vol Siberia Airlines 1812.